# Ъ
Ъ, ъ или ер голям е буква от кирилицата, 27-а в българската азбука. В руския език е известна като „твърд знак“ (на руски: твёрдый знак), но не представлява отделен гласен звук. Преди реформата в сръбския език се нарича „дебело йер“ (на сръбски: дебело їер).
При записване с международната фонетична азбука, звуковата стойност на буквата „ъ“ в българския език, когато е под ударение, се отбелязва със знака за междинна задна незакръглена гласна [ɤ̞] (път: [ˈpɤ̞t]).
Когато не е под ударение обаче, звукът се редуцира до ɐ (ка̀мък [ˈkamɐk]). В такива случаи, звукът на буквата „ъ“ е практически неразличим от звука на неударената гласна „а“ , което понякога създава трудности при писане.

## Употреба
По съвременния български правопис „ъ“ много рядко се пише накрая на думи (пише се напр. когато звукът е под ударение в думи от турски, китайски и други езици). При определени окончания, които съдържат или завършват със звука ъ, като при членуваните с кратък член съществителни имена или определени глаголни форми при някои видове глаголи, правописните правила изискват да се пише „а“ вместо „ъ“, „я“ вместо „йъ“ и вместо „ъ“ след мека съгласна: мъжа̀ [мъжъ̀] (но мъжъ̀т), ца̀ря [ца̀рʼъ], ца̀рят [ца̀рʼът], пѐя [пѐйъ], пеят [пѐйът] благодаря̀ [благодарʼъ̀], благодаря̀т [благодарʼъ̀т].

## Исторически развой
Старобългарската гласна ъ (голям ер) е била задна гласна, с предполагаем звук на свръхкратка гласна [u] (според някои автори [о]).
Тя се употребява в българската писмена традиция векове след като е спряла да съществува като звук. Писането на краесловните ерове е премахнато едва с правописната реформа от 1945 година.

## Кодове
| Кодова таблица | Буква  | Десетично | Шестнадесетично | Осмично | Двоично           |
| Уникод         | Главна | 1066      | 042A            | 002052  | 00000100 00101010 |
| Уникод         | Малка  | 1098      | 044A            | 002112  | 00000100 01001010 |
| ISO 8859-5     | Главна | 202       | CA              | 312     | 11001010          |
| ISO 8859-5     | Малка  | 234       | EA              | 352     | 11101010          |
| KOI 8          | Главна | 255       | FF              | 377     | 11111111          |
| KOI 8          | Малка  | 223       | DF              | 337     | 11011111          |
| Windows 1251   | Главна | 218       | DA              | 332     | 11011010          |
| Windows 1251   | Малка  | 250       | FA              | 372     | 11111010          |

HTML кодовете са: &#1066; или &#x42A; за главна буква и &#1098; или &#x44A; за малка буква.